# Canottaggio ai Giochi della XV Olimpiade - Quattro senza maschile
La competizione del quattro senza maschile dei Giochi della XV Olimpiade si è svolta dal 20 al 23 luglio 1952 al bacino di Meilahti, Helsinki.

## Programma
| Data           | Round            | Note                                                   |
| -------------- | ---------------- | ------------------------------------------------------ |
| 20 luglio 1952 | Batterie         | I primi 2 alle semifinali. I restanti ai recuperi.     |
| 21 luglio 1952 | Recuperi         | I vincitori al secondo recupero.                       |
| 21 luglio 1952 | Semifinali       | I vincitori in finale. I restanti al secondo recupero. |
| 22 luglio 1952 | Secondo recupero | I vincitori in finale.                                 |
| 23 luglio 1952 | Finale           |                                                        |

## Risultati

### Batterie
| Pos. | Nazione          | Atleti                                                               | Tempo  |
| ---- | ---------------- | -------------------------------------------------------------------- | ------ |
| 1    | Francia          | Pierre Blondiaux, Jean-Jacques Guissart Marc Bouissou, Roger Gautier | 6'35"7 |
| 2    | Unione Sovietica | Roman Zacharov, Yury Rogozov Ivan Makarov, Vladimir Kirsanov         | 6'37"8 |
| 3    | Gran Bretagna    | Harry Almond, John Jones James Crowden, Adrian Cadbury               | 6'39"2 |
| 4    | Ungheria         | László Decker, Imre Kaffka János Hollósi, Imre Kemény                | 6'45"4 |
| 5    | Belgio           | Charles Van Antwerpen, Josef Rosa Hendrik Elzendoorn, Florent Caers  | 6'49"8 |

| Pos. | Nazione     | Atleti                                                                        | Tempo  |
| ---- | ----------- | ----------------------------------------------------------------------------- | ------ |
| 1    | Jugoslavia  | Duje Bonačić, Velimir Valenta Mate Trojanović, Petar Šegvić                   | 6'34"4 |
| 2    | Finlandia   | Veikko Lommi, Kauko Wahlsten Oiva Lommi, Lauri Nevalainen                     | 6'42"7 |
| 3    | Polonia     | Edward Schwarzer, Zbigniew Schwarzer Henryk Jagodziński, Zbigniew Żarnowiecki | 6'43"0 |
| 4    | Paesi Bassi | Frederik de Voogt, Rudolf Sesink Clee Jan op den Velde, Cornelis van Vugt     | 6'56"9 |

| Pos. | Nazione   | Atleti                                                                  | Tempo  |
| ---- | --------- | ----------------------------------------------------------------------- | ------ |
| 1    | Saar      | Werner Biel, Hans Krause-Wichmann Joachim Krause-Wichmann, Hanns Peters | 6'40"8 |
| 2    | Norvegia  | Sverre Kråkenes, Kristoffer Lepsøe Torstein Kråkenes, Harald Kråkenes   | 6'42"4 |
| 3    | Italia    | Giuseppe Moioli, Elio Morille Giovanni Invernizzi, Franco Faggi         | 6'50"4 |
| 4    | Sudafrica | Donald Dyke-Wells, Damian Nichol John Thomas Webb, Christopher Veitch   | 6'53"3 |

| Pos. | Nazione     | Atleti                                                                  | Tempo  |
| ---- | ----------- | ----------------------------------------------------------------------- | ------ |
| 1    | Stati Uniti | Louis McMillan, Dempster Jackson John B. Davis, James Welsh             | 6'40"9 |
| 2    | Austria     | Kurt Marz, Alexander Mitterhuber Adolf Scheithauer, Johann Geiszler     | 6'44"1 |
| 3    | Canada      | Ronald Cameron, Lloyd Montour John Michael Zwierewich, Arthur Griffiths | 6'49"7 |
| 4    | Danimarca   | Knud Bruun Jensen, Carl Rosenlund Nielsen Harry Nielsen, Paul Locht     | 6'50"5 |

### Recuperi
| Pos. | Nazione       | Atleti                                                                | Tempo  |
| ---- | ------------- | --------------------------------------------------------------------- | ------ |
| 1    | Gran Bretagna | Harry Almond, John Jones James Crowden, Adrian Cadbury                | 6'42"8 |
| 2    | Danimarca     | Knud Bruun Jensen, Carl Rosenlund Nielsen Harry Nielsen, Paul Locht   | 6'51"9 |
| 3    | Sudafrica     | Donald Dyke-Wells, Damian Nichol John Thomas Webb, Christopher Veitch | 7'00"4 |

| Pos. | Nazione  | Atleti                                                                        | Tempo  |
| ---- | -------- | ----------------------------------------------------------------------------- | ------ |
| 1    | Polonia  | Edward Schwarzer, Zbigniew Schwarzer Henryk Jagodziński, Zbigniew Żarnowiecki | 6'45"9 |
| 2    | Ungheria | László Decker, Imre Kaffka János Hollósi, Imre Kemény                         | 6'50"3 |
| 3    | Canada   | Ronald Cameron, Lloyd Montour John Michael Zwierewich, Arthur Griffiths       | 6'51"3 |

| Pos. | Nazione     | Atleti                                                                    | Tempo  |
| ---- | ----------- | ------------------------------------------------------------------------- | ------ |
| 1    | Italia      | Giuseppe Moioli, Elio Morille Giovanni Invernizzi, Franco Faggi           | 6'46"8 |
| 2    | Paesi Bassi | Frederik de Voogt, Rudolf Sesink Clee Jan op den Velde, Cornelis van Vugt | 6'50"3 |

| Pos. | Nazione | Atleti                                                              | Tempo |
| ---- | ------- | ------------------------------------------------------------------- | ----- |
| 1    | Belgio  | Charles Van Antwerpen, Josef Rosa Hendrik Elzendoorn, Florent Caers | Bye   |

### Semifinali
| Pos. | Nazione   | Atleti                                                                | Tempo  |
| ---- | --------- | --------------------------------------------------------------------- | ------ |
| 1    | Francia   | Pierre Blondiaux, Jean-Jacques Guissart Marc Bouissou, Roger Gautier  | 6'59"1 |
| 2    | Norvegia  | Sverre Kråkenes, Kristoffer Lepsøe Torstein Kråkenes, Harald Kråkenes | 7'01"0 |
| 3    | Austria   | Kurt Marz, Alexander Mitterhuber Adolf Scheithauer, Johann Geiszler   | 7'02"4 |
| 4    | Finlandia | Veikko Lommi, Kauko Wahlsten Oiva Lommi, Lauri Nevalainen             | 7'06"8 |

| Pos. | Nazione          | Atleti                                                                  | Tempo  |
| ---- | ---------------- | ----------------------------------------------------------------------- | ------ |
| 1    | Jugoslavia       | Duje Bonačić, Velimir Valenta Mate Trojanović, Petar Šegvić             | 7'01"1 |
| 2    | Stati Uniti      | Louis McMillan, Dempster Jackson John B. Davis, James Welsh             | 7'08"8 |
| 3    | Saar             | Werner Biel, Hans Krause-Wichmann Joachim Krause-Wichmann, Hanns Peters | 7'10"4 |
| 4    | Unione Sovietica | Roman Zacharov, Yury Rogozov Ivan Makarov, Vladimir Kirsanov            | 7'32"3 |

### Secondo recupero
| Pos. | Nazione          | Atleti                                                                | Tempo  |
| ---- | ---------------- | --------------------------------------------------------------------- | ------ |
| 1    | Gran Bretagna    | Harry Almond, John Jones James Crowden, Adrian Cadbury                | 6'37"9 |
| 2    | Unione Sovietica | Roman Zacharov, Yury Rogozov Ivan Makarov, Vladimir Kirsanov          | 6'38"5 |
| 3    | Norvegia         | Sverre Kråkenes, Kristoffer Lepsøe Torstein Kråkenes, Harald Kråkenes | 6'48"4 |
| 4    | Belgio           | Charles Van Antwerpen, Josef Rosa Hendrik Elzendoorn, Florent Caers   | 6'54"2 |

| Pos. | Nazione     | Atleti                                                          | Tempo  |
| ---- | ----------- | --------------------------------------------------------------- | ------ |
| 1    | Finlandia   | Veikko Lommi, Kauko Wahlsten Oiva Lommi, Lauri Nevalainen       | 6'48"5 |
| 2    | Italia      | Giuseppe Moioli, Elio Morille Giovanni Invernizzi, Franco Faggi | 6'49"2 |
| 3    | Stati Uniti | Louis McMillan, Dempster Jackson John B. Davis, James Welsh     | 6'57"8 |

| Pos. | Nazione | Atleti                                                                        | Tempo  |
| ---- | ------- | ----------------------------------------------------------------------------- | ------ |
| 1    | Polonia | Edward Schwarzer, Zbigniew Schwarzer Henryk Jagodziński, Zbigniew Żarnowiecki | 6'43"0 |
| 2    | Saar    | Werner Biel, Hans Krause-Wichmann Joachim Krause-Wichmann, Hanns Peters       | 6'47"2 |
| 3    | Austria | Kurt Marz, Alexander Mitterhuber Adolf Scheithauer, Johann Geiszler           | 6'48"5 |

### Finale
| Pos.    | Nazione       | Atleti                                                                        | Tempo  |
| ------- | ------------- | ----------------------------------------------------------------------------- | ------ |
| Oro     | Jugoslavia    | Duje Bonačić, Velimir Valenta Mate Trojanović, Petar Šegvić                   | 7'16"0 |
| Argento | Francia       | Pierre Blondiaux, Jean-Jacques Guissart Marc Bouissou, Roger Gautier          | 7'18"9 |
| Bronzo  | Finlandia     | Veikko Lommi, Kauko Wahlsten Oiva Lommi, Lauri Nevalainen                     | 7'23"3 |
| 4       | Gran Bretagna | Harry Almond, John Jones James Crowden, Adrian Cadbury                        | 7'25"2 |
| 5       | Polonia       | Edward Schwarzer, Zbigniew Schwarzer Henryk Jagodziński, Zbigniew Żarnowiecki | 7'28"2 |